# Бока (Новара)
Бока (итал. Boca) је насеље у Италији у округу Новара, региону Пијемонт.
Према процени из 2011. у насељу је живело 776 становника. Насеље се налази на надморској висини од 392 м.

## Становништво
| 1931. | 1936. | 1951. | 1961. | 1971. | 1981. | 1991. | 2001. | 2011. |
| ----- | ----- | ----- | ----- | ----- | ----- | ----- | ----- | ----- |
| 1.384 | 1.347 | 1.178 | 1.170 | 1.047 | 1.125 | 1.125 | 1.186 | 1.227 |